# Азьманово
Азьма́ново (рос. Азьманово) — присілок у складі Ярського району Удмуртії, Росія.

## Населення
Населення — 19 осіб (2010, 26 у 2002).
Національний склад станом на 2002 рік:
- удмурти — 96 %